# Cattle Queen
Cattle Queen è un film del 1951 diretto da Robert Emmett Tansey.
È un western statunitense ambientato nel 1869 nel territorio del Wyoming. Vede tra gli interpreti Maria Hart, Drake Smith e William Fawcett.

## Produzione
Il film, diretto da Robert Emmett Tansey (chi fu tuttavia sostituito da Richard Talmadge dopo alcuni giorni di riprese per motivi di salute) su una sceneggiatura di Frances Kavanaugh e un soggetto dello stesso Tansey, fu prodotto da Johnny Carpenter e Jack Seaman per la Jack Schwarz Productions e girato nell'Iverson Ranch a Chatsworth, Los Angeles, California, dal 9 ottobre 1950. Fu l'ultimo film prodotto per la società di distribuzione Eagle-Lion Classics prima di essere acquistata e incorporata dalla United Artists.

## Distribuzione
Il film fu distribuito negli Stati Uniti dal 15 novembre 1951 (première a Fargo, North Dakota) al cinema dalla Eagle-Lion Classics.

## Promozione
Le tagline sono:
- GUNS SHOT FASTER...MEN DIED QUICKER...under the ice-cold gaze of a reckless, relentless beauty
- RECKLESS...RELENTLESS!